# Obléhání Gibraltaru (1309)
Obléhání Gibraltaru bylo vojenské střetnutí v rámci španělské reconquisty, které se odehrálo v roce 1309 mezi oddíly Koruny kastilské (především z města Sevilly) pod velením Juana Núñeze II. de Lara a Guzmána Dobrého a Granadského emirátu v čele se sultánem Muhammadem III. a jeho bratrem Abú-l-Džujúšem Nasrem. Obležení skončilo vítězstvím kastilských sil, jedním z mála vítězství jinak nešťastného tažení. Dobytí Gibraltaru dočasně značně zvýšilo moc Kastilie na Pyrenejském poloostrově, přestože město bylo znovu obsazeno muslimy v roce 1333.

## Historické pozadí
Dne 19. prosince 1308 v Alcale de Henares podepsali kastilský král Ferdinand IV. s Bernaldem de Sarriá a Gonzalo Garcíou, vyslanci aragonského krále, dohodu z Alcaly de Henares. Ferdinand IV. podporovaný svým bratrem Pedrem de Castilla y Molina, arcibiskupem toledským, biskupem zamorským a Diegem Lópezem V. de Haro souhlasil s válkou proti Granadskému emirátu, která měla být vyhlášena po 24. červnu 1309, kdy měla vypršet předchozí mírová smlouva mezi Kastilií a Granadou. Dále bylo dohodnuto, že aragonský král Jakub II. nepodepíše separátní mír s granadským emírem. Také bylo vytvořeno kombinované aragonsko-kastilské loďstvo k podpoře obléhání skrze námořní blokádu granadských pobřežních měst. Dohoda obsahovala i rozdělení cílů. Zatímco Kastilci měli zaútočit proti městům Algeciras a Gibraltar, aragonské síly se měly soustředit proti městu Almería.

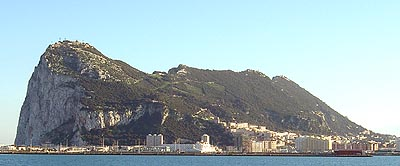
Pohled na Gibraltar ze severozápadu

Ferdinand IV. slíbil, že 1/6 z veškerého dobytého granadského území odevzdá Aragonu. Rozhodl se pro odevzdání celého někdejšího muslimského Almerijského království, kromě měst Bedmar, Alcaudete, Quesada, Arenas a Locubín, které by připadly Kastilii. Pokud by zabrané území Almerijského království nebylo dostatečné a nesplňovalo tak podmínku 1/6, pak měl vystoupit arcibiskup toledský jako mediátor a tuto záležitost rozsoudit. Tyto ústupky aragonskému králi vzbudily nelibost a protesty u části Ferdinandových vazalů, mimo jiné u Juana de Castilla el de Tarifa a Juana Manuela.